# Apollo 7
Apollo 7 (angleško Apolon 7) je bila prva vesoljska odprava s človeško posadko v Nasinem Programu Apollo. Odprava je trajala enajst dni na Zemljinem tiru. Prvič je vzletela raketa nosilka Saturn IB in prvič so naenkrat vzleteli trije ameriški astronavti.

## Posadka
Številka v oklepaju predstavlja število vesoljskih poletov vključno s tem za vsakega člana posadke.
- Walter Marty Schirra (3), poveljnik odprave (CDR)
- Donn Fulton Eisele (1), pilot Komandnega modula (CMP)
- Ronnie Walter Cunningham (1), pilot Lunarnega modula (LMP)

Ta posadka je bila nadomestna posadka za nesrečno odpravo Apollo 1.

### Nadomestna posadka
- Thomas Patten Stafford, poveljnik odprave
- John Watts Young, pilot Komandnega modula
- Eugene Andrew Cernan, pilot Lunarnega modula

### Pomožna posadka
- Ronald Ellwin Evans
- Edward Galen Givens
- John Leonard Swigert
- William Reid Pogue

## Nadzorniki poleta
- Glynn Lunney (vodja), črna ekipa
- Gene Kranz, bela ekipa
- Gerald D. Griffin, zlata ekipa